# EPrix van Sanya 2019
De ePrix van Sanya 2019, een race uit het Formule E-kampioenschap, werd gehouden op 23 maart 2019 op het Haitang Bay Circuit. Het was de zesde race van het seizoen. Het was tevens de eerste keer dat er een ePrix in Sanya werd verreden.
De race werd gewonnen door regerend kampioen Jean-Éric Vergne voor het DS Techeetah Formula E Team, die zijn eerste overwinning van het seizoen behaalde. Polesitter Oliver Rowland werd voor het team Nissan e.Dams tweede, terwijl BMW i Andretti Motorsport-coureur António Félix da Costa met een derde plaats in de race de leiding in het kampioenschap overnam.

## Kwalificatie
| Pos                 | No | Coureur                | Team                        | Q1       | Q2        | Grid |
| ------------------- | -- | ---------------------- | --------------------------- | -------- | --------- | ---- |
| 1                   | 22 | Oliver Rowland         | Nissan e.Dams               | 1:07.958 | 1:07.945  | 1    |
| 2                   | 25 | Jean-Éric Vergne       | DS Techeetah Formula E Team | 1:08.303 | 1:08.045  | 2    |
| 3                   | 28 | António Félix da Costa | BMW i Andretti Motorsport   | 1:07.951 | 1:08.122  | 3    |
| 4                   | 66 | Daniel Abt             | Audi Sport ABT Schaeffler   | 1:08.358 | 1:08.331  | 4    |
| 5                   | 23 | Sébastien Buemi        | Nissan e.Dams               | 1:07.670 | 1:34.036  | Pit  |
| 6                   | 27 | Alexander Sims         | BMW i Andretti Motorsport   | 1:07.957 | geen tijd | 5    |
| 7                   | 36 | André Lotterer         | DS Techeetah Formula E Team | 1:08.371 |           | 7    |
| 8                   | 64 | Jérôme d'Ambrosio      | Mahindra Racing             | 1:08.372 |           | 8    |
| 9                   | 94 | Pascal Wehrlein        | Mahindra Racing             | 1:08.455 |           | 9    |
| 10                  | 11 | Lucas di Grassi        | Audi Sport ABT Schaeffler   | 1:08.468 |           | 10   |
| 11                  | 48 | Edoardo Mortara        | Venturi Formula E Team      | 1:08.504 |           | 11   |
| 12                  | 4  | Robin Frijns           | Envision Virgin Racing      | 1:08.546 |           | 12   |
| 13                  | 5  | Stoffel Vandoorne      | HWA Racelab                 | 1:08.560 |           | 13   |
| 14                  | 7  | José María López       | Geox Dragon Racing          | 1:08.568 |           | 14   |
| 15                  | 19 | Felipe Massa           | Venturi Formula E Team      | 1:08.585 |           | 15   |
| 16                  | 2  | Sam Bird               | Envision Virgin Racing      | 1:08.641 |           | 16   |
| 17                  | 8  | Tom Dillmann           | NIO Formula E Team          | 1:08.800 |           | 17   |
| 18                  | 6  | Felipe Nasr            | Geox Dragon Racing          | 1:08.823 |           | 18   |
| 19                  | 16 | Oliver Turvey          | NIO Formula E Team          | 1:08.923 |           | 19   |
| 20                  | 20 | Mitch Evans            | Panasonic Jaguar Racing     | 1:08.955 |           | 20   |
| 21                  | 17 | Gary Paffett           | HWA Racelab                 | 1:09.072 |           | Pit  |
| 22                  | 3  | Nelson Piquet jr.      | Panasonic Jaguar Racing     | 1:09.399 |           | 22   |
| 110%-tijd: 1:14.437 |    |                        |                             |          |           |      |

## Race
| Pos | No | Coureur                | Team                        | Rondes | Tijd/Oorzaak uitval | Grid | Punten |
| --- | -- | ---------------------- | --------------------------- | ------ | ------------------- | ---- | ------ |
| 1   | 25 | Jean-Éric Vergne       | DS Techeetah Formula E Team | 36     | 1:02:50.185         | 2    | 26     |
| 2   | 22 | Oliver Rowland         | Nissan e.Dams               | 36     | +1.762              | 1    | 21     |
| 3   | 28 | António Félix da Costa | BMW i Andretti Motorsport   | 36     | +3.268              | 3    | 15     |
| 4   | 36 | André Lotterer         | DS Techeetah Formula E Team | 36     | +4.631              | 7    | 12     |
| 5   | 66 | Daniel Abt             | Audi Sport ABT Schaeffler   | 36     | +5.972              | 4    | 10     |
| 6   | 64 | Jérôme d'Ambrosio      | Mahindra Racing             | 36     | +17.340             | 8    | 8      |
| 7   | 94 | Pascal Wehrlein        | Mahindra Racing             | 36     | +18.367             | 9    | 6      |
| 8   | 23 | Sébastien Buemi        | Nissan e.Dams               | 36     | +19.405             | Pit  | 4      |
| 9   | 20 | Mitch Evans            | Panasonic Jaguar Racing     | 36     | +20.646             | 20   | 2      |
| 10  | 19 | Felipe Massa           | Venturi Formula E Team      | 36     | +27.739             | 15   | 1      |
| 11  | 16 | Oliver Turvey          | NIO Formula E Team          | 36     | +31.453             | 19   |        |
| 12  | 8  | Tom Dillmann           | NIO Formula E Team          | 36     | +32.654             | 17   |        |
| 13  | 48 | Edoardo Mortara        | Venturi Formula E Team      | 36     | +38.208             | 11   |        |
| 14  | 4  | Robin Frijns           | Envision Virgin Racing      | 35     | Schade ongeluk      | 12   |        |
| 15  | 11 | Lucas di Grassi        | Audi Sport ABT Schaeffler   | 34     | Ongeluk             | 10   |        |
| DNF | 3  | Nelson Piquet jr.      | Panasonic Jaguar Racing     | 21     | Ongeluk             | 22   |        |
| DNF | 27 | Alexander Sims         | BMW i Andretti Motorsport   | 20     | Ongeluk             | 5    |        |
| DNF | 17 | Gary Paffett           | HWA Racelab                 | 13     | Aandrijving         | Pit  |        |
| DNF | 7  | José María López       | Geox Dragon Racing          | 10     | Aandrijving         | 21   |        |
| DNF | 5  | Stoffel Vandoorne      | HWA Racelab                 | 1      | Ongeluk             | 13   |        |
| DNF | 2  | Sam Bird               | Envision Virgin Racing      | 1      | Ongeluk             | 16   |        |
| DNF | 6  | Felipe Nasr            | Geox Dragon Racing          | 1      | Technisch           | 18   |        |

## Tussenstanden wereldkampioenschap

### Coureurs
| Positie | No. | Rijder                 | Team                        | Punten |
| ------- | --- | ---------------------- | --------------------------- | ------ |
| 01      | 28  | António Félix da Costa | BMW i Andretti Motorsport   | 62     |
| 02      | 64  | Jérôme d'Ambrosio      | Mahindra Racing             | 61     |
| 03      | 25  | Jean-Éric Vergne       | DS Techeetah Formula E Team | 54     |
| 04      | 2   | Sam Bird               | Envision Virgin Racing      | 54     |
| 05      | 11  | Lucas di Grassi        | Audi Sport ABT Schaeffler   | 52     |
| 06      | 48  | Edoardo Mortara        | Venturi Formula E Team      | 52     |
| 07      | 66  | Daniel Abt             | Audi Sport ABT Schaeffler   | 44     |
| 08      | 4   | Robin Frijns           | Envision Virgin Racing      | 43     |
| 09      | 36  | André Lotterer         | DS Techeetah Formula E Team | 41     |
| 10      | 94  | Pascal Wehrlein        | Mahindra Racing             | 36     |

### Constructeurs
| Positie | Team                        | Punten |
| ------- | --------------------------- | ------ |
| 01      | Envision Virgin Racing      | 97     |
| 02      | Mahindra Racing             | 97     |
| 03      | Audi Sport ABT Schaeffler   | 96     |
| 04      | DS Techeetah Formula E Team | 95     |
| 05      | BMW i Andretti Motorsport   | 80     |
| 06      | Venturi Formula E Team      | 67     |
| 07      | Nissan e.dams               | 46     |
| 08      | Panasonic Jaguar Racing     | 37     |
| 09      | HWA Racelab                 | 07     |
| 10      | NIO Formula E Team          | 06     |